# Jelpa kagju
Jelpa kagju (transliteracja Wyliego. yelpa; język angielski Yelpa Kagyu) – podszkoła kagju buddyzmu tybetańskiego, jedna z tzw. ośmiu mniejszych szkół kagju, wywodzących się od ucznia Gampopy (1079-1153) Pagmodrupy (transliteracja Wyliego. phag mo gru pa rdo rje rgyal po, 1110–1170). Założył ją Drubthob Jesze Tsegpa (drub thob ye shes brtsegs pa, 1134-1194), który był uczniem Pamodrupy. Założył dwa klasztory Szar Jelphuk (shar yel phug) i Jang Tarna (byang rta rna dgon). Szkoła obecnie nieistniejąca a nauki jej głównie wchłonięte przez karma kagju.